# Limit (Roman)
Limit ist ein Roman des deutschen Schriftstellers Frank Schätzing, der Anfang Oktober 2009 im Verlag Kiepenheuer & Witsch erschien. Zentrales Thema des Thrillers ist der Abbau des Heliumisotops Helium-3 auf dem Mond, das zur Energiegewinnung auf der Erde verwendet wird.

## Handlung
Am 2. August 2024 stirbt der Astronaut Vic Thorn bei einem Unfall auf der Orley Space Station OSS, die auf einer geostationären Umlaufbahn in 36.000 km Höhe die Erde umkreist. Diese ist Teil eines Weltraumfahrstuhls des Konzerns „Orley Enterprises“, der vom Milliardär Julian Orley entwickelt und in Zusammenarbeit mit der amerikanischen Regierung betrieben wird. Diese Konstruktion ermöglicht den wirtschaftlichen Abbau von Helium 3 auf dem Mond, das zur umweltfreundlichen Energiegewinnung in Orleys Kernfusionskraftwerken verwendet wird und somit zu einer Krise der Ölkonzerne führt.
Auch China möchte als Weltmacht am Helium-3-Geschäft partizipieren. In Ermangelung eines Weltraumfahrstuhls ist China allerdings auf herkömmliche Raketentechnik angewiesen, was zu einem Verlustgeschäft führt. Ein Grenzkonflikt auf dem Mond (der laut Mondvertrag niemandem gehört) zwischen den USA und China führt 2024 zur Mondkrise. Diese kann nach einigen Monaten friedlich gelöst werden.
Aufgrund der Ölkrise ist der Leiter des Ölkonzerns „EMCO“, Gerald Palstein, genötigt, zahlreiche Mitarbeiter in die Arbeitslosigkeit zu entlassen und nach Alternativen Ausschau zu halten. Bei der Schließung einer auf den Abbau von Ölsand spezialisierten Gesellschaft wird er angeschossen und verletzt, überlebt aber dank eines Stolperns im Moment des Schusses.
Um zukünftige Investoren für seine Weltraumprojekte zu gewinnen, veranstaltet Julian Orley mit einer Gruppe aus Multimilliardären sowie dem Schauspieler O’Keefe und der amerikanischen Talkshow-Queen Evelyn Chambers eine Reise zum Mond. Ursprünglich sollte auch Palstein mit von der Partie sein, kann aber verletzungsbedingt nicht mitreisen. Seinen Platz nimmt der unbekannte kanadische Milliardär Carl Hanna ein. Sie betreten nach Übernachtung im Stellar Islands Hotel den Weltraumfahrstuhl, um nach einer Übernachtung auf der OSS im OSS Grand zum Mond zu fliegen. Nach Landung auf der amerikanischen Peary-Basis am Nordpol des Mondes reisen sie mit dem „Lunar Express“ zum Mondhotel Gaia, das Julians Tochter Lynn in hockender Position nachempfunden ist.
Die Dissidentin Chen „Yoyo“ Yuyun aus Shanghai ist Mitglied der Wächter, einer Untergrundorganisation, die über das Internet das vorherrschende Staatssystem angreift. Die hierfür notwendigen Technologien erhält sie von einem Freund ihres Vaters: Tu Tian, dem erfolgreichen Besitzer von Tu Technologies. Bei dem Versuch, geheime Nachrichten in dem „weißen Rauschen“ fremder E-Mails zu verstecken, findet sie zufälligerweise eine auf die gleiche Art versteckte Nachricht und einen Kodierungsschlüssel in Form einer Hydra, wird allerdings sofort entdeckt und flieht nach Quyu, dem Slum Shanghais, der nicht von der Regierung überwacht wird.
Owen Jericho bekommt aufgrund Tu Tians Empfehlung den Auftrag von Yoyos Vater, sie zu finden. Seine Ermittlungen führen über einen Einbruch in den zentralen Polizeicomputer zum Motorradclub City Demons nach Quyu, wo ihn der Ex-Agent und Auftragskiller Kenny Xin unter seiner Tarnung als „Zhao Bide“ darauf hinweist, dass er verfolgt wird. Mit falschem Vertrauen überwachen Xin und Jericho die Supermärkte, in denen die Wächter einkaufen. In einer alten Fabrik schafft es Jericho, mithilfe der anderen Wächter Yoyo vor Xin auf seinem Airbike zu retten.
Mithilfe von Jerichos Computer „Diane“ gelingt es ihnen, die Spur der geheimen Botschaft zu einem Mann namens Andre Donner alias Jan Kees Vogelaar weiterzuverfolgen. Das ehemalige Mitglied eines totalitären Regimes in Äquatorialguinea betreibt mit seiner Frau ein Restaurant in Berlin. Mit Tu Tians Privatjet reisen Yoyo, Owen und Tian nach Berlin, um Andre Donner vor Xin zu warnen, der ebenfalls nach Berlin reist, um den letzten Zeugen eines Raketenstarts in Äquatorialguinea zu liquidieren.
Jan Kees Vogelaar berichtet Owen von der Geschichte Äquatorialguineas. Niemand interessierte sich für Äquatorialguinea, bis vor den Küsten Öl gefunden wurde. Um die USA-freundliche Regierung abzusetzen, kommt es zu einem von China unterstützten Putsch. Der neue Präsident Mayé verkaufte das Öl nun an die Chinesen und sorgte für den Abschuss einer Weltraumrakete. Ein Dossier mit weiteren Informationen möchte er Jericho für 100.000 Euro am nächsten Tag verkaufen.
Mittels Tians Geld kann Jericho sich mit Vogelaar treffen. Dort schafft es Xin jedoch, die Vogelaars Dossier an sich zu bringen und ihn und dessen Frau zu töten. Nach einer Verfolgungsjagd durch Berlin kann Jericho entkommen. Anschließend gelingt es Tian, Yoyo und Jericho das Glasauge Vogelaars, das eine Kopie des Dossiers enthält, an sich zu bringen. Es stellt sich heraus, dass beim damaligen Raketenstart in Äquatorialguinea eine Miniaturatombombe, eine sogenannte Mini-Nuke, mit an Bord gewesen ist. Diese hat sich vom Nachrichtensatelliten gelöst und Kurs in Richtung Mond genommen. Die auf dem Mond abgestürzte Bombe wird nachts von Carl Hanna, einem Spion und Auftragskiller, geborgen und in der amerikanischen Mondbasis platziert.
Während eines Ausfluges mit dem Raumschiff Ganymed, bei dem ein Teil der Reisegruppe von der Erde aus über die Bombe gewarnt wird, tötet der enttarnte Agent Carl Hanna Mitglieder seiner Gruppe und fliegt mit dem Raumschiff davon, mit dem Ziel, die Bombe scharf zu machen und danach zu fliehen. Seine Komplizin Dana Lawrence alias „Ebola“ verhindert aus dem Gaia die weitere Kommunikation zur Erde mithilfe eines E-Mail sendenden Bot-Netzwerks. Warren Locatelli gelingt es, Hanna heimlich auf das Schiff zu folgen und ihn zu überrumpeln. Mangels Steuerkenntnissen ist er gezwungen, seinerseits Hanna zu befreien, es kommt zu einer Bruchlandung. Beim Versuch der beiden, sich zu befreien, stirbt Locatelli. Julian und seine Begleiter, die ebenfalls an Bord der Ganymed gewesen sind, machen sich genauso wie Hanna auf den gefahrvollen Weg zur amerikanischen Helium-3-Förderstation. Es kommt zum Kampf mit Hanna, bei dem Momoka Omura stirbt. Carl Hanna begibt sich mit 700 km/h mit dem Lunar Express auf die Reise zur amerikanischen Basis, während Julian mit seinem Gefolge mithilfe von „Grasshoppern“ die nahegelegene Basis der Chinesen ansteuert.
Im Gaia entdeckt Sophie Thiel die wahre Identität von Dana Lawrence. Es kommt zu einem Kampf, bei dem im Hals Gaias ein sauerstoffverstärktes Feuer losbricht. Lawrence’ Identität kann durch den Tod Thiels bewahrt werden. Die Personen im Hotel machen sich auf den Weg zur Peary-Basis, um den Mond zu verlassen. Dana Lawrence macht die Bombe scharf und tötet Hanna, um ihre Identität zu bewahren. In einer verzweifelten Suchaktion wird die Bombe gefunden und von der Pilotin Nina Hedegaard in den Krater Sylvester befördert, wo sie gefahrlos explodiert. Erleichtert begibt sich die Gesellschaft auf den Rückweg zur Erde. Lediglich die mittlerweile geistig verwirrte Lynn Orley weiß aufgrund einer Äußerung Hannas von Dana Lawrences wahrer Gesinnung.
Mittlerweile befinden sich Owen Jericho, Yoyo und Tu Tian in der Obhut des MI6 in London. Es gelingt ihnen, den Vize der Abteilung Zentrale Sicherheit von Orley Enterprises, Andrew Norrington, zu enttarnen. Dieser war ebenfalls ein Mitglied der Geheimgesellschaft Hydra. Er wird daraufhin von Kenny Xin ermordet. Aus Norringtons gelöschten E-Mails erfahren sie, dass eine zweite Mini-Nuke auf dem Mond existiert.
Auf der OSS kommt Lynn wieder zu sich und bekämpft Dana Lawrence, welche die zweite Bombe scharf gemacht hat. Es gelingt ihr, mit der Bombe in einem Raumschiff zu entkommen, während sich Julian einen Kampf mit Lawrence liefert, deren Arm und ein Teil der Schulter vom Kohlenstofffaserseil des Weltraumfahrstuhls abgetrennt wird. Im Raumschiff schafft es die angeschossene Lynn noch, Abstand von der Raumstation zu gewinnen, bevor sie das Bewusstsein verliert. Ihr Vater Julian Orley und ihr Bruder Tim, sowie dessen Frau Amber und die Dänin Nina Hedegaard lassen sie jedoch nicht im Stich und schaffen es, sie aus dem Raumschiff zu retten, bevor die Atombombe explodiert.
Am Ende findet Owen aufgrund der unlogisch scheinenden Morde an der Führung des umweltschützenden Fernsehsenders Greenwatch und dem Mord an Alejandro Ruiz, einem Vertreter eines weiteren Ölgiganten, heraus, dass die Aktionen auf dem Mond und der Erde von einer Gruppe von Ölindustriellen unter der Leitung von Gerald Palstein geplant worden waren, die ihre untergehende Branche retten wollten. Gerald Palstein versucht sich in letzter Minute von Xin retten zu lassen, der ihn als hoffnungslosen Fall charakterisiert und fallen lässt. Julian Orley hinterlässt ihm beim Verlassen seiner Villa eine geladene Pistole.

## Figuren

### Hauptfiguren auf der Erde
Owen Jericho
Ein britischer Detektiv, der der Liebe wegen nach Shanghai zog, sich dort aber trennte. Jericho blieb in Shanghai und machte sich als Cyber-Detektiv selbstständig. Nicht zuletzt aufgrund der Verbindung zu Tu Tian etabliert er sich durch Aufträge aus der chinesischen Großindustrie und des chinesischen Staates. Zum Protagonisten des Handlungsstranges auf der Erde wird er durch den Auftrag, Yoyo, eine chinesische Dissidentin, aufzuspüren.
Chen „Yoyo“ Yuyun
Als Tochter des ehemaligen Dissidenten Chen Hongbing wächst sie bei ihrem alleinerziehenden Vater auf, ohne etwas von dessen Vergangenheit zu wissen. Die bildhübsche und intelligente Studentin mit Vorliebe für exzessive Partys entwickelt sich zu der Anführerin einer Internet-Dissidententruppe, die sich die Wächter nennt. Zu dem alten Bekannten ihres Vaters, Tu Tian, in dessen Firma sie jobbt, pflegt sie ein geradezu väterliches Verhältnis.
Tu Tian
Der schwerreiche Gründer und Geschäftsführer des Technikriesen Tu Technologies. Er ist mit den Chens und Jericho befreundet und unterstützt die Dissidentengruppe Wächter mit seinen Produkten. Tu verweist Chen Hongbing zur Suche nach seiner verschwundenen Tochter an Jericho.
Chen Hongbing
Yoyos Vater. Er verbrachte fünf Jahre aufgrund einer Revolte gegen den Staat in einer Irrenanstalt, in der Folter auf der Tagesordnung stand. Von seiner Schuld wurde er nie freigesprochen, was ihn zu einem verbitterten Menschen machte. Die Beziehung zu seiner Tochter ist aufgrund dessen schwierig.
Kenny Xin
Ein ehemaliger Söldner und psychopathischer Killer, der unter anderem Jericho, Tu und Yoyo verfolgt. Er ist hochintelligent und von seinen Auftraggebern sehr gut ausgestattet. Auffällig ist auch sein Zwangsverhalten, dass alles in seiner Nähe symmetrisch sein und eine gewisse Ordnung haben muss.
Patrice Ho
Hochrangiger Polizist; Freund und Helfer Owen Jerichos.
Guan „Daxiong“ Guo
Gründungsmitglied und Vize der Wächter; riesenhafte Gestalt; hohe Intelligenz, was man ihm nicht zutraut.
Jennifer Shaw
Leiterin der Abteilung Zentrale Sicherheit, Orley Enterprises
Andrew Norrington
Stellvertretender Leiter der Abteilung Orley Enterprises. Verantwortlich für die Sicherheit der Mondgesellschaft.
Gerald Palstein
Strategischer Leiter des amerikanischen Ölkonzerns EMCO, der bei der Schließung einer Tochterfirma angeschossen wurde. Als „grünes Gewissen“ der Ölindustrie versucht er, angesichts der Möglichkeit, dass Helium-3 Öl überflüssig machen könnte, bei Orley Enterprises einzusteigen. Palstein war zu der Eröffnung des Mondhotels Gaia eingeladen, konnte durch seine Schussverletzung aber nicht mitfliegen.
Loreena Keowa
Keowa ist Reporterin des kanadischen Umweltsenders Greenwatch und stößt bei Recherchen auf den Fall Palstein. Sie versucht energisch den Fall aufzuklären. Keowa ist indianischer Abstammung und versteht sich gut mit Palstein.
Bernard Lee
Chef des MI6. Lee wurde nach dem ersten Darsteller des Secret-Service-Chefs M aus James Bond, Bernard Lee benannt.

### Die Mondgesellschaft
Julian Orley
Der Gründer von Orley Enterprises und Entwickler des Weltraumfahrstuhls sowie von Helium-3-Fusionsreaktoren. Reichster Mann der Welt. Er ist Gastgeber der Mondgesellschaft, unkonventionell und legt viel Wert auf seine Unabhängigkeit von Regierungen und Staaten.
Lynn Orley
Julian Orleys Tochter und CEO von Orley Travel. Lynn ist sehr begabt, aber psychisch labil und droht den Verstand zu verlieren. Sie entwarf das Mondhotel Gaia.
Tim Orley
Sohn Julian Orleys, der um die psychischen Probleme seiner Schwester weiß und sich mit seinem Vater streitet, der diese nicht wahrnimmt. Er fährt mit zum Mond, da er Lynn zur Seite stehen möchte.
Amber Orley
Tim Orleys Frau, sie versucht zwischen ihm und seinem Vater zu vermitteln.
Eva Borelius
Wissenschaftlerin und CEO eines Pharmakonzerns. Borelius ist verheiratet mit Karla Kramp.
Karla Kramp
Deutsche Chirurgin, die hartnäckige Fragen stellt.
Evelyn Chambers
Talk-Show-Queen in den USA. Bis zur Bekennung ihrer Bisexualität Politikerin.
Chuck Donoghue
Manager des Hotel- und Casino-Konzerns Xanadu. Reißt ununterbrochen schlechte Witze.
Aileen Donoghue
Ehefrau von Chuck Donoghue und ebenfalls in der Hotelbranche tätig.
Marc Edwards
Gründer und Leiter des Mikrochip-Konzerns Quantime Inc. und Ehemann von Mimi Parker; hat ein kreationistisches Weltbild.
Mimi Parker
Modedesignerin mit ebenfalls kreationistischem Weltbild.
Carl Hanna
Einzelgängerischer, sympathisch wirkender gitarrespielender Großinvestor. Er entpuppt sich als Agent.
Rebecca Hsu
Kämpft mit Übergewicht und Einsamkeit und ist Inhaberin des taiwanesischen Luxuskonzerns Rebecca Hsu.
Warren Locatelli
Inhaber und Gründer eines führenden Photovoltaik-Konzerns. Locatelli flucht viel und gerne.
Momoka Omura
Arrogante japanische Schauspielerin; mit Locatelli verheiratet.
Mukesh Nair
Indischer Gründer und Inhaber des Nahrungsmittelkonzerns Tomato.
Sushma Nair
Kinderärztin; verheiratet mit Mukesh Nair.
Finn O’Keefe
Irischer Schauspieler mit exzessiver Vergangenheit, von der aber wenige wissen. Berühmt wurde er in der Rolle Kurt Cobains.
Walo Ögi
Charismatischer Schweizer Großinvestor, der sich für Rockmusik der 90er begeistert.
Heidrun Ögi
Fotografin, Albino, ehemalige Stripperin und Pornodarstellerin; verheiratet mit Walo Ögi.
Oleg Rogaschow
Inhaber des russischen Stahlriesens Rogamittal. Rogaschow ist Kampfsport- und Fußballfan.
Olympiada Rogaschowa
Abgeordnete im russischen Parlament, die unter der arrangierten Ehe mit Rogaschow leidet und trinkt.
Bernard Tautou
Inhaber eines französisch-britischen Wasserkonzerns.
Paulette Tautou
Ehefrau von Bernard Tautou; arbeitet als Fremdsprachenkorrespondentin. Sie hat einen schwachen Magen und leidet im schwerelosen Raum.
Miranda Winter
Ex-Model und Milliardenerbin, ungebildet und naiv und aufgrund dessen immer unbekümmert.
Dana Lawrence
Die Mondhoteldirektorin und -sicherheitschefin. Sie bezweifelt Lynns Vertrauenswürdigkeit bei jeder Gelegenheit, um von sich abzulenken.
Sophie Thiel
Die stellvertretende Direktorin des Mondhotels Gaia, außerdem zuständig für die Lebenserhaltungssysteme und die Hausmeisterei. Thiel ist von fröhlicher Art.
Nina Hedegaard
Dänische Shuttle-Pilotin und Reiseleiterin; ist inoffiziell mit Julian Orley liiert.
Axel Kokoschka
Der Koch des Mondhotels. Kann ausgezeichnet kochen und ist unter Menschen sehr schüchtern und tapsig. Kokoschka ist in Thiel verliebt.
Michio Funaki
Funaki ist der zweite Koch und kann besonders gut Sushi zubereiten.
Ashwini Anand
Anand ist im Gaia für die Unterbringung, Technologie und Logistisches verantwortlich.

## Rezeption
Der 1320-seitige Roman erzielte ein geteiltes Echo. Rezensent Gerhard Matzig von der Süddeutschen Zeitung ist von dem Roman begeistert und lobt die Genauigkeit aufgrund umfangreicher Recherche sowie die „verblüffende Erzählweise“. Dennoch merkt er an, dass die Handlungsstränge leicht zu umfangreich geraten seien. Zudem vergleicht er den Autor mit Dan Brown und hebt dabei das „konstruktive Talent“, die humorvolle Ausdrucksweise und die „passgenauen Dialoge“ Schätzings hervor. Auch Richard Kämmerlings würdigt in der FAZ das „hohe Niveau“, das von anderen deutschen Autoren nicht erreicht werde. Weiterhin beurteilt er die allgemeinverständliche Diskussion „hochbrisanter Fragen“ und ebenfalls die Wissenschaftlichkeit positiv. Tobias Schmitz vom Stern kritisiert dagegen die übermäßige Länge des Romans, die die Lektüre zur „Arbeit“ mache und die Handlung „quälend langsam“ verlaufen lasse. Trotz der von ihm bemängelten „überflüssigen Passagen“ zeigt sich auch Schmitz von bestimmten Szenen und dem „überbordenden Erfindungsreichtum“ Schätzings angetan. 
Sylvia Staude beurteilte in der Rezension von Breaking News für die Frankfurter Rundschau den Schreibstil des Vorgängers Limit rückblickend als negativ: „bereits Limit war, da gibt es kein Herumreden, ein schlechter Roman, und Breaking News ist es auch.“
Limit wurde sowohl für den Kurd-Laßwitz-Preis als auch den  Deutschen Science Fiction Preis nominiert.
In Deutschland lag die Startauflage bei 400.000, wobei es 320.000 Vorbestellungen gab. Bis September 2012 konnte sich das Buch 600.000 Mal verkaufen.